# Republic Pictures
Republic Pictures est un studio de cinéma hollywoodien qui a été créé en avril 1935 par Herbert J. Yates. La firme s’installe au côté d’autres firmes de second plan comme Monogram Pictures et la Grand National dans un quartier de Hollywood appelé péjorativement « Poverty Row ». C’est le « Hollywood du pauvre » des sociétés de production « mineures » spécialisées dans les films de série B.

## Historique

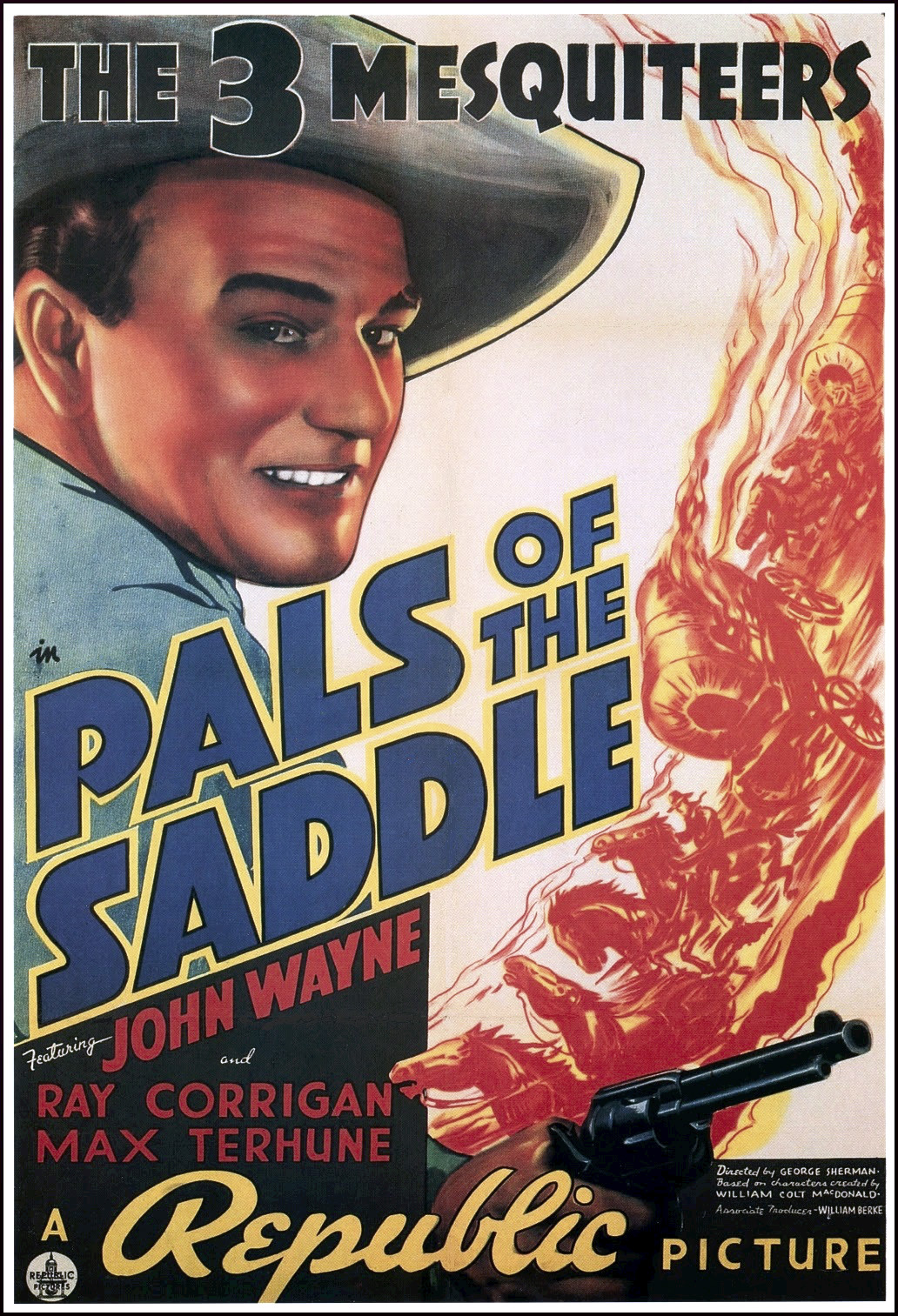
L'affiche d'une production Republic
Pals of the Saddle avec John Wayne

L'origine de Republic Pictures remonte en fait à 1915, lorsque Herbert J. Yates, un ancien cadre de l'American Tobacco Company (en) fait son entrée dans l'industrie du cinéma en créant puis en acquérant des laboratoires de traitement des films, pour regrouper finalement ces différentes entités dans une société appelée Consolidated Film Laboratories. Puis en 1935, il décide de regrouper les différentes compagnies utilisant ses laboratoires en une seule unité opérationnelle : Republic Pictures Corporation. Il s'agissait de Mascot Pictures (dirigée par Nat Levine), de Monogram Pictures (dirigée par Trem Carr et W. Ray Johnston), de Liberty Pictures (dirigée par M. H. Hoffman), de Majestic Pictures (dirigée par Phil Goldstone et Larry Darmour (en)) et de Supreme Pictures (dirigée par A. W. Hackel). Mais des conflits entre Yates et certains de ses associés vont les conduire à se séparer et dès 1936 Johnson et Carr vont reformer la Monogram.
La première production de Republic Pictures est un western, Les Loups du désert (Westward Ho!), avec en vedette le jeune John Wayne, qui restera avec Republic 17 ans, et la deuxième est Tumbling Tumbleweeds, avec Gene Autry, le cow-boy chantant, qui deviendra une vedette de la société, tout comme plus tard Roy Rogers. En 1936, Nat Levine devient responsable des productions de serials, et ce type de film restera une spécialité de Republic, même après le départ de Levine pour Metro-Goldwyn-Mayer.
Republic se spécialise dans les films de série B, mais à l'occasion elle produit aussi des films comme L'Escadron noir de Raoul Walsh ou plus tard Iwo Jima d'Allan Dwan, Macbeth d'Orson Welles, L'Homme tranquille et Rio Grande de John Ford ou Johnny Guitare de Nicholas Ray.
En 1955, pour ne pas verser de droit à la 20th Century Fox sur le procédé cinemascope, Republic Pictures rachète au physicien Français Ernst Abbe le procédé Cinépanoramic qu'il rebaptise Naturama. Ce procédé à 6 lentilles utilisé de 1956 à 1959 sur une vingtaine de films n'aura pas le succès escompté.
Les années 1950 voient le déclin de Republic en tant que studio, avec l'arrivée de la télévision et l'évolution des goûts du public. Malgré l'expertise de Republic dans la production de séries, ils n'arrivent pas à percer dans ce domaine à la télévision. À la fin de cette décennie, Yates passe la main à Victor M. Carter, un banquier et promoteur immobilier, qui décide finalement de vendre à CBS. Actuellement Republic Pictures n'existe plus que comme une division de Spelling Entertainment.

## Filmographie partielle

### Années 1930
- 1935 : Le Crime du docteur Crespi (The Crime of Dr Crespi) de John H. Auer
- 1935 : Lawless Range de Robert N. Bradbury
- 1935 : La Frontière impitoyable (The New Frontier) de Carl Pierson
- 1936 : The Bold Caballero de Wells Root
- 1936 : La Rivière écarlate (King of the Pecos) de Joseph Kane
- 1936 : The Lawless Nineties de Joseph Kane
- 1936 : The Lonely Trail de Joseph Kane
- 1936 : Zorro l'Indomptable (The Vigilantes Are Coming) de Ray Taylor et Mack V. Wright
- 1937 : Hit the Saddle de Mack V. Wright
- 1937 : Hollywood Cowboy d'Ewing Scott et George Sherman
- 1937 : Zorro Rides Again de William Witney et John English
- 1937 : Portia on Trial de George Nichols Jr.
- 1938 : Pals of the Saddle de George Sherman
- 1938 : Federal Man-Hunt de Nick Grinde
- 1938 : La Loi de la pègre (Gangs of New York) de James Cruze
- 1938 : Les Justiciers du Far-West (The Lone Ranger) de William Witney et John English
- 1939 : Man of Conquest de George Nichols Jr.
- 1939 : New Frontier de George Sherman
- 1939 : The Lone Ranger Rides Again de William Witney et John English
- 1939 : Zorro et ses légionnaires (Zorro's Fighting Legion) de William Witney et John English

### Années 1940
- 1940 : Les Déracinés (Three Faces West) de Bernard Vorhaus
- 1940 : L'Escadron noir (Dark Command) de Raoul Walsh
- 1941 : Le Capitaine Marvel (Adventures of Captain Marvel) de William Witney et John English
- 1941 : Death Valley Outlaws de George Sherman
- 1941 : Doctors Don't Tell de Jacques Tourneur
- 1941 : Ice-Capades de Joseph Santley
- 1941 : Jesse James at Bay de Joseph Kane
- 1941 : La Fille du péché (Lady from Louisiana) de Bernard Vorhaus
- 1942 : Johnny Doughboy de John H. Auer
- 1942 : Lady for a Night de Leigh Jason
- 1943 : Hit Parade of 1943 d'Albert S. Rogell
- 1943 : La Ruée sanglante (In Old Oklahoma) d'Albert S. Rogell
- 1944 : Alerte aux marines (The Fighting Seabees) d'Edward Ludwig
- 1944 : My Best Gal d'Anthony Mann
- 1944 : Zorro le vengeur masqué (Zorro's Black Whip) de Spencer Gordon Bennet
- 1945 : Behind City Lights de John English
- 1945 : La Belle de San Francisco (Flame of Barbary Coast) de Joseph Kane
- 1945 : La Cible vivante (The Great Flamarion) d'Anthony Mann
- 1945 : Hitchhike to Happiness de Joseph Santley
- 1946 : Je vous ai toujours aimé (I've Always Loved You) de Frank Borzage
- 1947 : Le Bébé de mon mari (That's My Man) de Frank Borzage
- 1947 : Calendar Girl d'Allan Dwan
- 1947 : Blackmail de Lesley Selander
- 1947 : Le Fils de Zorro (Son of Zorro) de Spencer Gordon Bennet et Fred C. Brannon
- 1947 : Jenny et son chien (Driftwood) d'Allan Dwan
- 1948 : Le Réveil de la sorcière rouge (Wake of the Red Witch) d'Edward Ludwig
- 1948 : Angel in Exile (Un ange en exil) d'Allan Dwan
- 1948 : Le Fils du pendu (Moonrise) de Frank Borzage
- 1948 : The Inside Story d'Allan Dwan
- 1949 : Le Bagarreur du Kentucky (The Fighting Kentuckian) de George Waggner
- 1949 : Le Fantôme de Zorro (Ghost of Zorro) de Fred C. Brannon
- 1949 : Iwo Jima (Sands of Iwo Jima) d'Allan Dwan
- 1949 : Hellfire (en) de R. G. Springsteen

### Années 1950
- 1950 : Cœurs enflammés (Surrender) d'Allan Dwan
- 1950 : Mississippi-Express (Rock Island Trail) de Joseph Kane
- 1950 : Rio Grande de John Ford
- 1951 : La Dame et le Toréador (Bullfighter and the Lady) de Budd Boetticher
- 1951 : Zorro le diable noir (Don Daredevil rides again) de Fred C. Brannon
- 1952 : I Dream of Jeanie (with the Light Brown Hair) d'Allan Dwan
- 1952 : L'Homme tranquille (The Quiet Man) de John Ford
- 1952 : The Last Musketeer de William Witney
- 1953 : Héros sans gloire (Flight Nurse) d'Allan Dwan
- 1953 : Madame voulait un manteau de vison (The Lady Wants Mink) de William A. Seiter
- 1953 : Toutes voiles sur Java (Fair Wind to Java) de Joseph Kane
- 1954 : Les Bas-fonds d'Hawaï (Hell's Half Acre) de John H. Auer
- 1954 : Johnny Guitare (Johnny Guitar) de Nicholas Ray
- 1955 : Feu magique (Magic Fire) de William Dieterle
- 1955 : Headline Hunters de William Witney
- 1956 : Celui qu'on n'attendait plus (Come Next Spring) de R. G. Springsteen
- 1956 : La Femme du hasard (Flame of the Islands) de Edward Ludwig
- 1956 : Guet-apens chez les Sioux (Dakota incident) de Lewis R. Foster
- 1956 : La Horde sauvage (The Maverick Queen) de Joseph Kane
- 1956 : L'Homme de Lisbonne (Lisbon) de Ray Milland